# Таємниця ціною в мільйон доларів (фільм, 1914)
Таємниця ціною в мільйон доларів (англ. The Million Dollar Mystery) — американський пригодницький детектив режисера Хауелла Хенсела 1914 року.

## Сюжет
Історія таємного товариства під назвою Чорна сотня і його спроби отримати контроль над втраченими мільйонами доларів.

## У ролях
- Флоренс Ла Баді — Флоренція Грей Харгров
- Маргаріт Сноу — графиня Ольга Петрофф
- Джеймс Круз — Джим Нортон — газетний репортер
- Френк Фаррінгтон — Брейн — змовник
- Сідні Брейсі — Стенлі Харгров
- Альфред Нортон — Стенлі Харгров — мільйонер
- Ліла Честер — Сьюзан Фарлов — компаньйонка Флоренції
- Крейтон Хейл — член банди
- Мітчелл Льюїс — лідер банди

## Назви епізодів
1. Дирижабль в ночі
2. Помилкові друзі
3. Стрибок в темряву
4. Верхній поверх квартири
5. На дні моря
6. Повчальна партія графині
7. Доля автобандитів
8. Жіночі хитрощі
9. Стрибок з океанського лайнера
10. Невловима коробка скарбів
11. У дорозі швидкісного експреса
12. невідома
13. невідома
14. невідома
15. Позичений гідроплан
16. Втягнутий в сипучі піски
17. Поєдинок інтелектів
18. невідома
19. невідома
20. невідома
21. невідома
22. Таємниця ціною в мільйон доларів
23. Таємниця вирішена